# Beat Emotion
Beat Emotion (estilizado em maiúsculas como BEAT EMOTION) é o quinto álbum de estúdio da banda japonesa de rock Boøwy, lançado em 8 de novembro de 1986. Alcançou a primeira posição na Oricon Albums Chart.

## Produção
A primeira parte da produção foi fotografar a imagem de capa.

## Críticas
| Críticas profissionais | Críticas profissionais |
| Avaliações da crítica  | Avaliações da crítica  |
| Fonte                  | Avaliação              |
| ---------------------- | ---------------------- |
| AllMusic               | [ 3 ]                  |

Sobre Beat Emotion, Alexey Eremenko do Allmusic disse: "Boøwy foi a melhor banda japonesa dos anos 80, e Beat Emotion é o melhor álbum do Boøwy - e um excelente exemplo da música comercial daquela década."

## Faixas
Todos os títulos são estilizados em maiúsculas.
| N.º            | Título                                | Duração |  |
| 1.             | "B・Blue"                             | 3:57    |  |
| 2.             | "Only You"                            | 4:10    |  |
| 3.             | "Runaway Train"                       | 3:21    |  |
| 4.             | "Beat Sweet"                          | 3:23    |  |
| 5.             | "Noise Limitter"                      | 2:40    |  |
| 6.             | "B・E・L・I・E・V・E"                 | 4:19    |  |
| 7.             | "Don't Ask Me"                        | 3:23    |  |
| 8.             | "Super-Califragilist-Expiari-Docious" | 3:00    |  |
| 9.             | "Down Town Shuffle"                   | 3:30    |  |
| 10.            | "Working Man"                         | 2:44    |  |
| 11.            | "Rain In My Heart"                    | 3:52    |  |
| 12.            | "Dramatic? Drastic!"                  | 4:17    |  |
| 13.            | "Our Revolution"                      | 3:52    |  |
| 14.            | "Sensitive Love"                      | 2:34    |  |
| Duração total: | Duração total:                        | 49:07   |  |

## Ficha técnica
- Kyosuke Himuro (氷室京介) - vocais principais
- Tomoyasu Hotei (布袋寅泰) - guitarra, teclado, vocais de apoio
- Tsunematsu Matsui (松井恒松) - baixo
- Makoto Takahashi (高橋まこと) - bateria